# 鳥蟲書

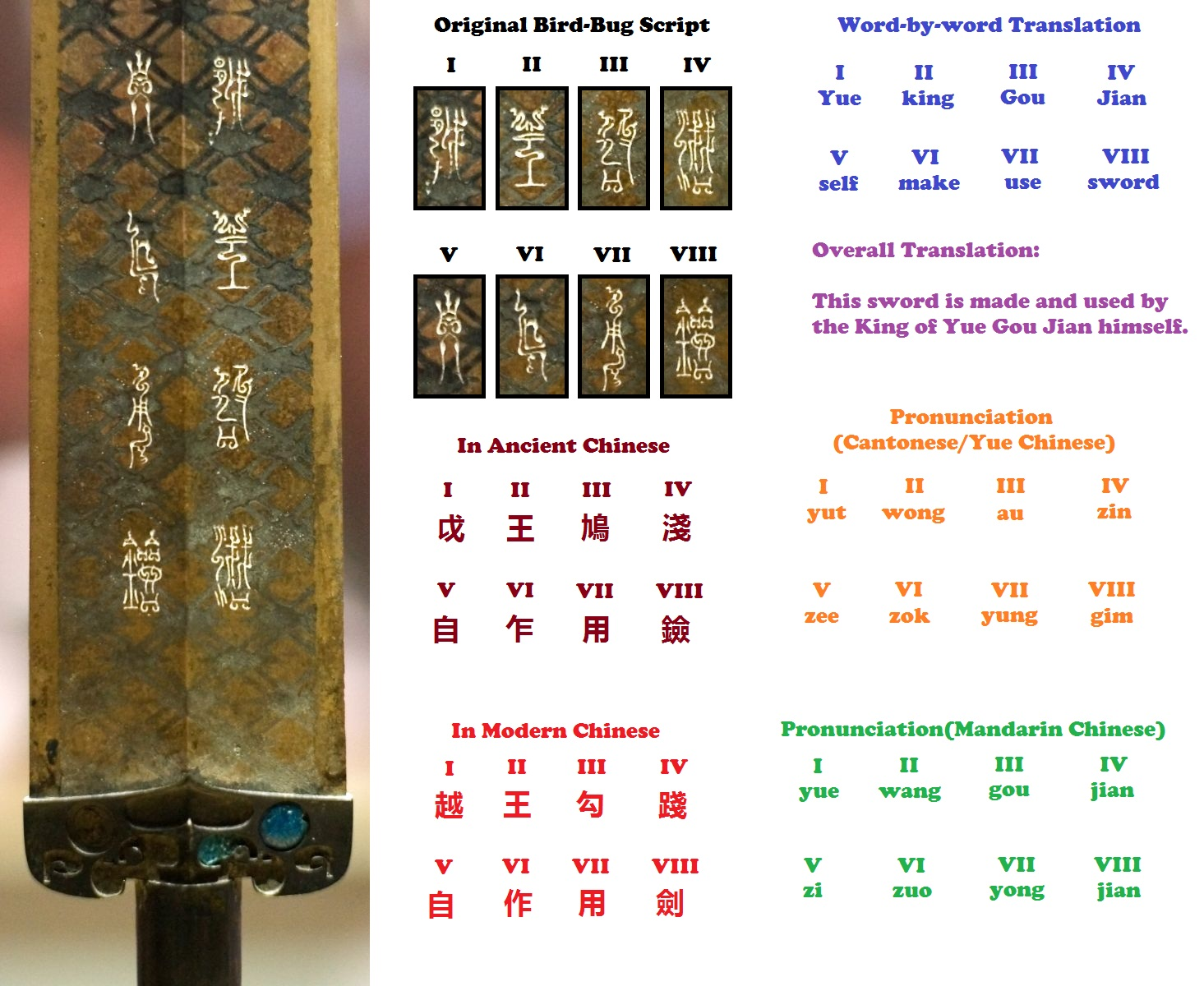
越王勾践剑（春秋晚期）上的鸟书；下方—剑上文字的一部分: "越王自作"。湖北省博物馆

鳥蟲書（或稱鳥蟲文、鳥蟲篆、鳥蟲體，又名魚書），細分可分為鳥書與蟲書，是中國春秋中期至戰國時代盛行於中國南方的一種文字。它的特點是其字型類似鳥蟲魚的形狀，故有此命名。屬於篆書的一類。有人把它比擬成阿拉伯文中的“庫法體”。
許慎的《說文解字》中有提到鳥蟲書說，「六曰鳥蟲書，所以書幡信也」。是篆刻的使用字體之一。

## 起源与发展
鸟虫书在春秋时期发展成为各种不同的类型。最早的鸟虫书出现在春秋中叶，在春秋晚期流行开来，于战国时期达到鼎盛。鸟虫书较常见于当时的南方各国，如吴、越、楚、蔡、徐、宋等。在战国时代，可能每个国家都有自己的鸟虫书变体。
鸟虫书是春秋战国时期流行于南方地区的一种装饰性铭文字体，其特点是将字体的一些笔画写成鸟的形象，秦代定书体有八种，其中之一是虫书，即鸟虫书，这是因为古代将鸟类称为羽虫之故。在汉代许慎的《说文解字・叙》中讲到古代书体：「六曰鸟虫书，所以书幡信也」。清代学者段玉裁在《说文解字注》中分析：「书『幡』谓书旗帜，书『信』谓书符节。」但从实物遗存中可知，鸟虫书并不仅仅是写在旗帜、符节上的，符节上写的也不一定都是鸟虫书。如（吴）大王光戈、王子于戈、（越）王者旨于戈上的铭文，都是典型的鸟虫书。（楚）王子午鼎铭字体虽不作鸟形，但奇屈变化也属于鸟虫一类。值得一提的是，秦代国玺「受命於天既壽永昌」据传即为鸟虫书，但如今只能見到一方宋人臆造的、艺术水准很低的假印玺。
春秋战国时期的鸟虫书大致可以分为两种：一种是在汉字的边上（左右上下都有可能）额外加上鸟的纹饰（後世稱為花鳥字）；一种是将汉字笔画做多少有些夸张的曲折变形以达到类似虫的效果，但没有额外鸟饰。汉印中的「鸟虫篆」则更倾向于泛指一种动物形象化的、或高度曲折变形的艺术字体，因为在鸟虫篆玉印中，除了分明可辨的鸟的形象，还有大量的变形了的龙、蛇的形象，以及一部分分明的鱼与兽的形象；而在绝大部分鸟虫篆铜印中，汉字笔画只经过盘曲变形，而没有分明的动物形象。
中国书法通常不认同直接将鸟虫书作为一种书法；认为它更应被视为有特殊用途的艺术变体（比如在印章中使用）。唐代的书法理论著作认为那只是绘画之流，算不得书法艺术。此外，如唐代《升仙太子之碑》的這标题六字，是否属于鸟虫书也颇有争论，現代稱為花鳥字。

## 使用
- 鸟书经常能够在越国的青铜器或铁器文物上找到，而且常常是青铜或铁制兵器，比如剑。这样的做法是为了标示剑主人的身份或者表明武器生产的时间地点。越王勾践剑上的文字是最好的例子（见右图）。在同时期的铜制容器和玉器上也有一些鸟书出现，汉朝的篆书中偶尔也会有。
- 虫书比较常见，很可能最早产生于吴国或越国，盛行于吴越强横的二百年间（自吴国称王开始直至越国衰败），并在此期间一度流传至楚、宋、蔡、徐等周边各国。例字可以在青铜武器、青铜容器、玉器、篆书甚至建筑或装饰用品（比如墙砖）上面找到。吳王夫差矛上的文字是最好的例子。

作为装饰效果很强的字体，其形成类似于阿拉伯文库法体和玛雅文字的头型符、全身符。

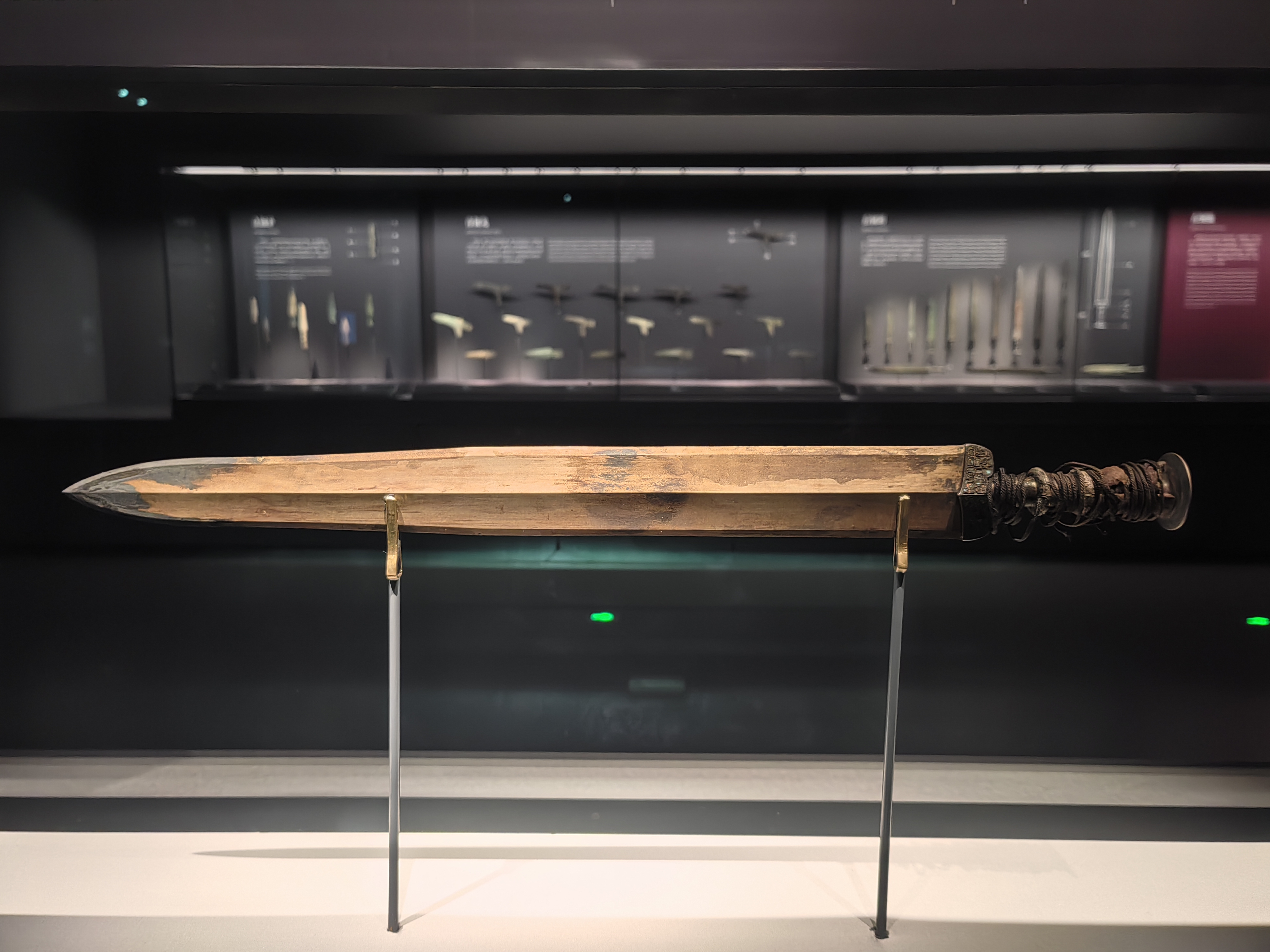
越王者旨於睗剑劍格「戉（越）王」銘文
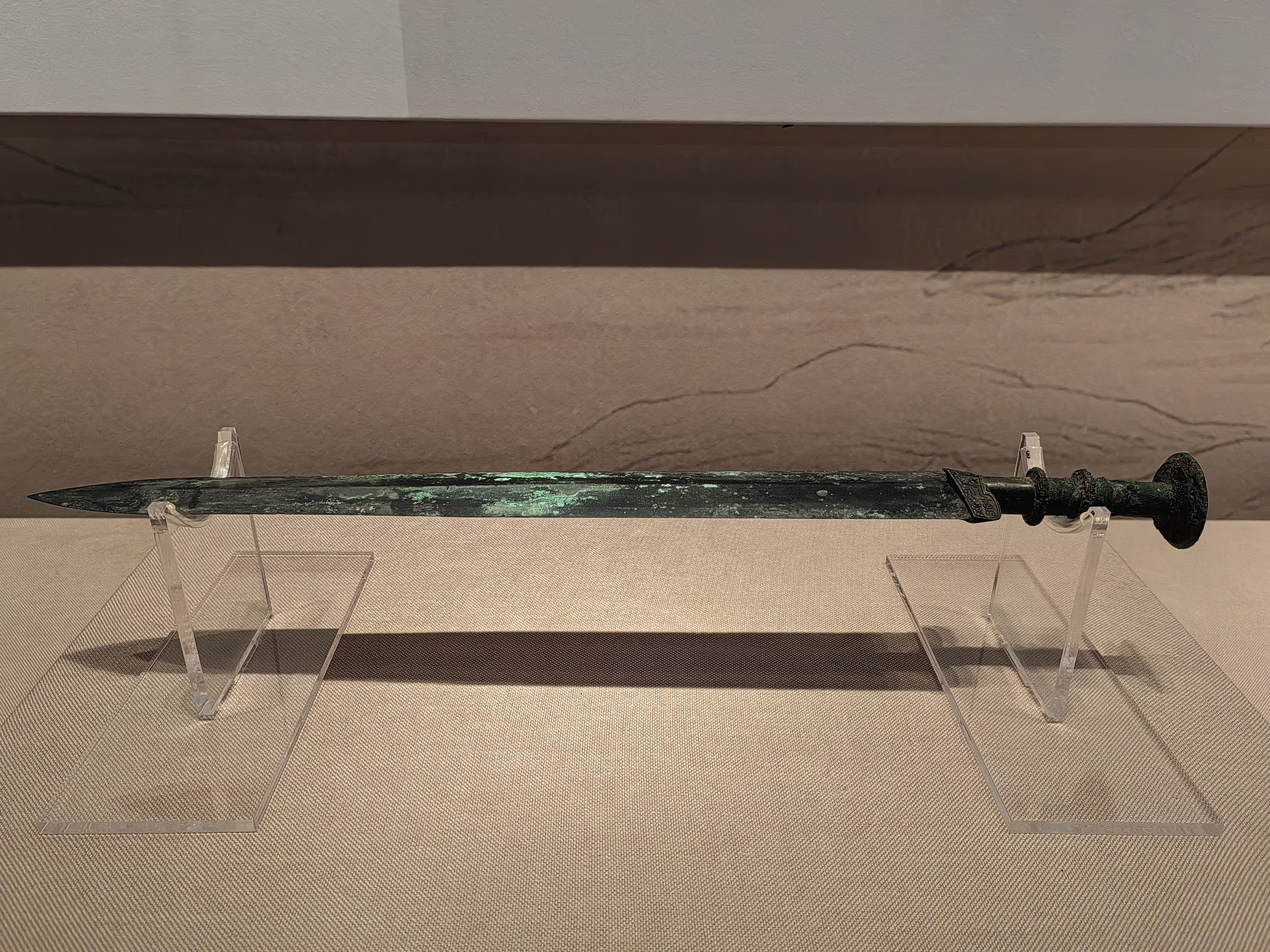
戰國越王州句劍劍格「自乍（作）用僉（劍）」銘文
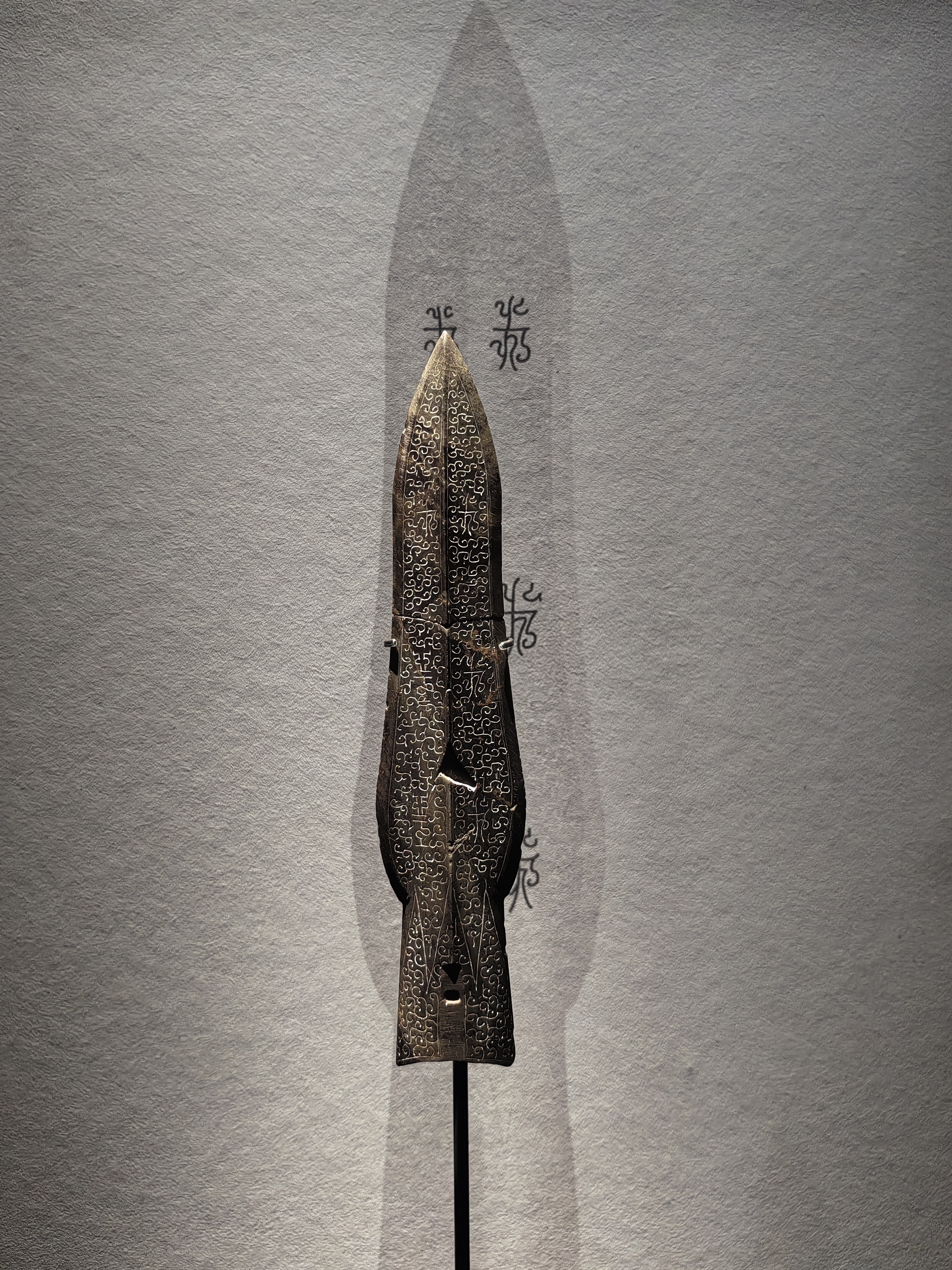
越王玉矛「戉（越）王」銘文
「吳王夫差」青銅劍劍身「攻敔（吳）王夫差自乍（作）其元用」銘文
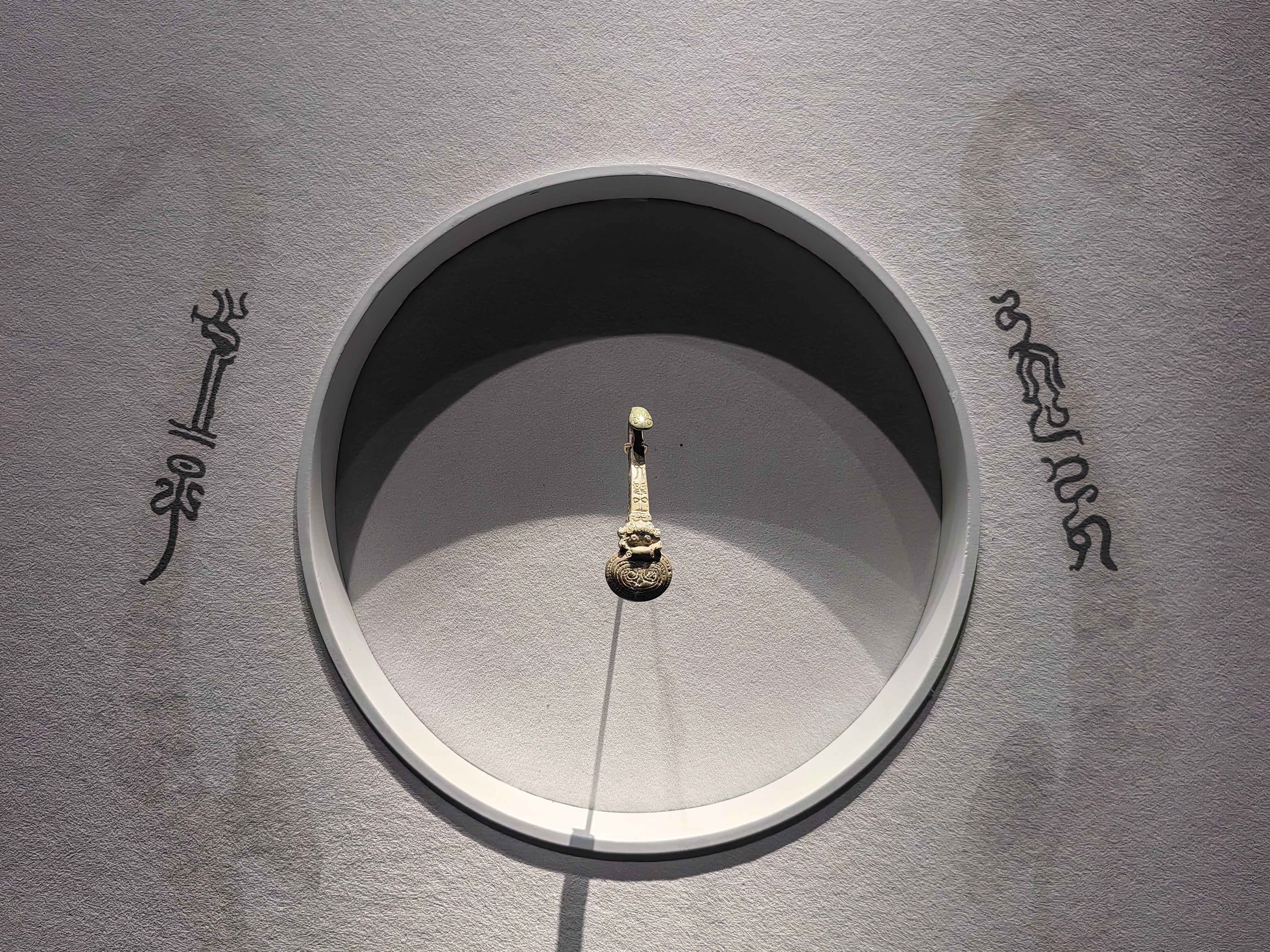
吳王之子青銅帶鉤「吳王」銘文

## 消失
秦朝以后，鸟虫书的使用减少了，只有汉朝时的少量鸟虫书存世。这可能是因为，汉代的时候隶书兴起并取代了篆书的地位；同时，鸟虫书相当依赖于篆书的圆转笔画，而无法以笔画方直的隶书为基础，因此鸟虫书随着篆书一同没落了。

## 相關參考論著資料
- 趙慕鶴：鳥蟲體書法家

### 通釋
- 曹錦炎：《鳥蟲書通考》（增訂版）

### 字典及文編
- 楊正：《鳥蟲書字匯》（與吳毅強合編）